# سیلیسیم کاربید
سیلیسیم کربید، سیلیکون کربید (به انگلیسی: Silicon carbide) یا کاربوراندم (به انگلیسی: carborundum) با فرمول شیمیایی SiC، یکی از مواد دیرگداز و نیمه رسانا است که به‌صورت خام در طبیعت یافت نمی‌شود. این ماده به‌صورت مصنوعی ساخته (سنتز) می‌شود. کاربرد آن در ساخت محصولات دیرگداز و ساینده‌ها است. پودر سیلیسیوم کاربید مصنوعی از سال ۱۸۹۳ به صورت انبوه برای استفاده به عنوان ساینده، تولید می‌شود. پودر کاربید سیلیسیم را می‌توان با تف جوشی به یکدیگر متصل کرد و سرامیک‌های بسیار سختی را ساخت که به‌طور گسترده‌ای در کاربردهایی که نیاز به تحمل بالا دارند، مانند ترمز اتومبیل، کلاچ اتومبیل و صفحات سرامیکی جلیقه‌های ضد گلوله استفاده می‌شود.
این محصولات در کوره بلند، دستگاه‌های اسیدشویی، کوره قائم مس کاتدی، انواع نازل‌ها و کوره‌های ذوب فلزات و ساب زدن سنگ‌های مرمریت مورد استفاده قرار می‌گیرد.

## تاریخچه
تولید در مقیاس وسیع در سال ۱۸۹۰ به ادوارد گودریچ آچسون نسبت داده می‌شود. آچسون در تلاش برای تهیه الماس مصنوعی بود که مخلوطی از خاک رس (سیلیکات آلومینیوم) و کک پودر شده (کربن) را در یک کاسه آهن گرم کرد. وی کریستال‌های آبی تشکیل دهنده را carborundum نامید و معتقد بود که آن ترکیبی جدید از کربن و آلومینیوم شبیه به کوراندوم است. در سال ۱۸۹۳، فردیناند هنری مویسان هنگام بررسی نمونه‌های سنگ یافت شده در شهاب سنگ Canyon Diablo در آریزونا، ماده معدنی کمیاب طبیعی SiC را کشف کرد. این ماده معدنی به احترام وی moissanite نامگذاری شد. Moissan همچنین SiC را از طریق چندین مسیر، از جمله انحلال کربن در سیلیکون مذاب، ذوب مخلوط کاربید کلسیم و سیلیس و با کاهش سیلیس با کربن در کوره الکتریکی ، سنتز کرد.
آچسون روش ساخت پودر سیلیکون کاربید را در ۲۸ فوریه سال ۱۸۹۳ ثبت اختراع کرد. آچسون همچنین کوره الکتریکی دسته‌ای را ساخت که امروزه نیز SiC بوسیله آن ساخته می‌شود و شرکت Carborundum را برای تولید SiC فله ای تشکیل داد، که در ابتدا به عنوان ساینده استفاده می‌شد.

## ویژگی‌ها

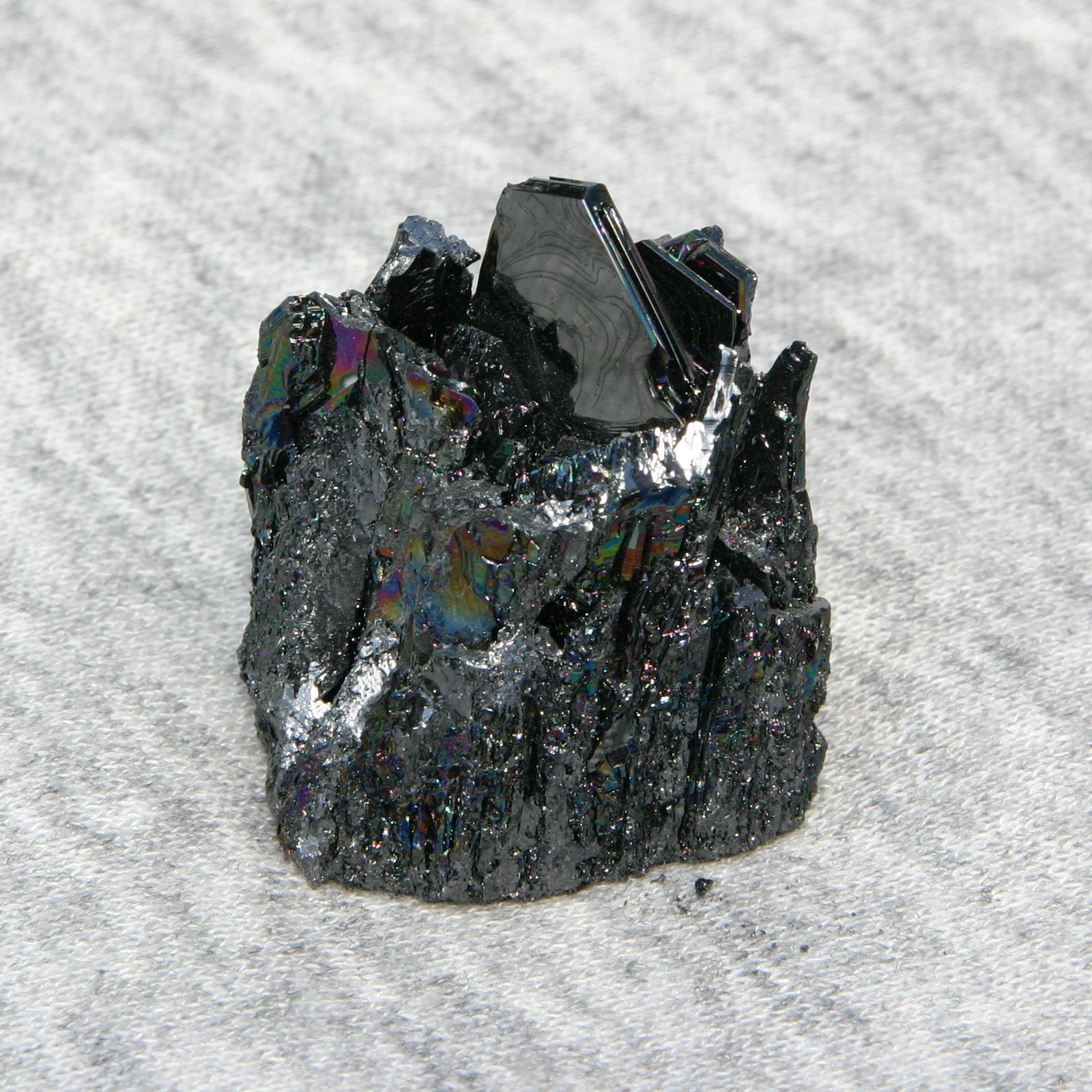
نمایی از سیلیسیوم کربید

کاربید سیلیسیم دارای ساختار کریستالی هگزاگونال یا مکعبی است. چگالی این ماده برابر ۲۱/۳ گرم بر سانتی‌متر مکعب است و دارای مقاومت شیمیایی بالا و مقاومت الکتریکی پایینی است. سختی این ماده در مقیاس موس، بین کوراندوم و الماس است. کاربید سیلیسیم می‌تواند بدون بروز دادن تغییرات شیمیایی و فیزیکی قابل توجه، تا دمای ۱۰۰۰ درجه سلسیوس را نیز تحمل کند.

## سنتز

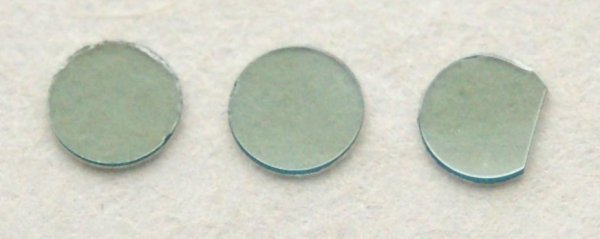
کریستال های سنتز شده کاربید سیلیسیم با قطر تقریبا 3 میلیمتر

سنتز سیلیسیم کاربید با استفاده از روش موسوم به فرایند اچسون صورت می‌گیرد. مواد اولیه این فرایند عبارتند از ماسه سیلیسی و زغال کک. این فرایند در دمای ۲۳۰۰ درجه سانتی‌گراد و با استفاده از جریان الکتریکی اتفاق می‌افتد. تولید هر کیلوگرم سیلیسیم کاربید، به ۱۵ کیلووات ساعت انرژی الکتریکی نیاز دارد.

## در طبیعت

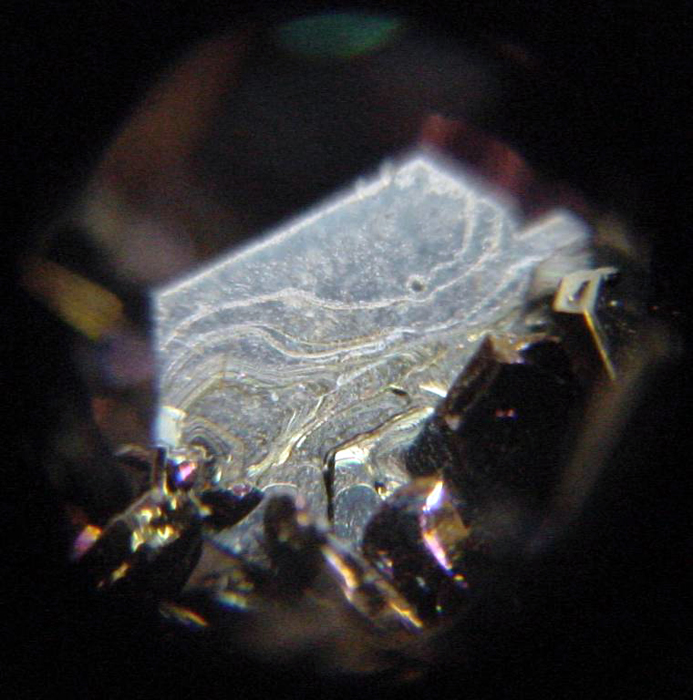
تک بلور مویسانیت (اندازه آن تقریبا 1 میلیمتر است)

مویسانیت که به‌طور طبیعی اتفاق می‌افتد تنها در مقادیر اندک در انواع خاصی از شهاب سنگ و در رسوبات سنگ‌تراشی و کیمبرلیت یافت می‌شود. تقریباً تمام کاربید سیلیسیم در جهان، از جمله جواهرات موئسانیت، مصنوعی است. موسانیت طبیعی برای اولین بار در سال ۱۸۹۳ به عنوان یک جز کوچک از شهاب سنگ کانیون دیابلو در آریزونا توسط  فردیناند هنری مویسان یافت شد، که ماده در سال ۱۹۰۵ به نام وی نامگذاری شد. در ابتدا کشف Moissan از SiC که به‌طور طبیعی اتفاق می‌افتد مورد اختلاف بود زیرا ممکن است نمونه وی توسط تیغه‌های اره سیلیکون کاربید آلوده شده باشد که در آن زمان از قبل در بازار بودند.

## کاربردها

### ساینده‌ها و ابزارهای برشی

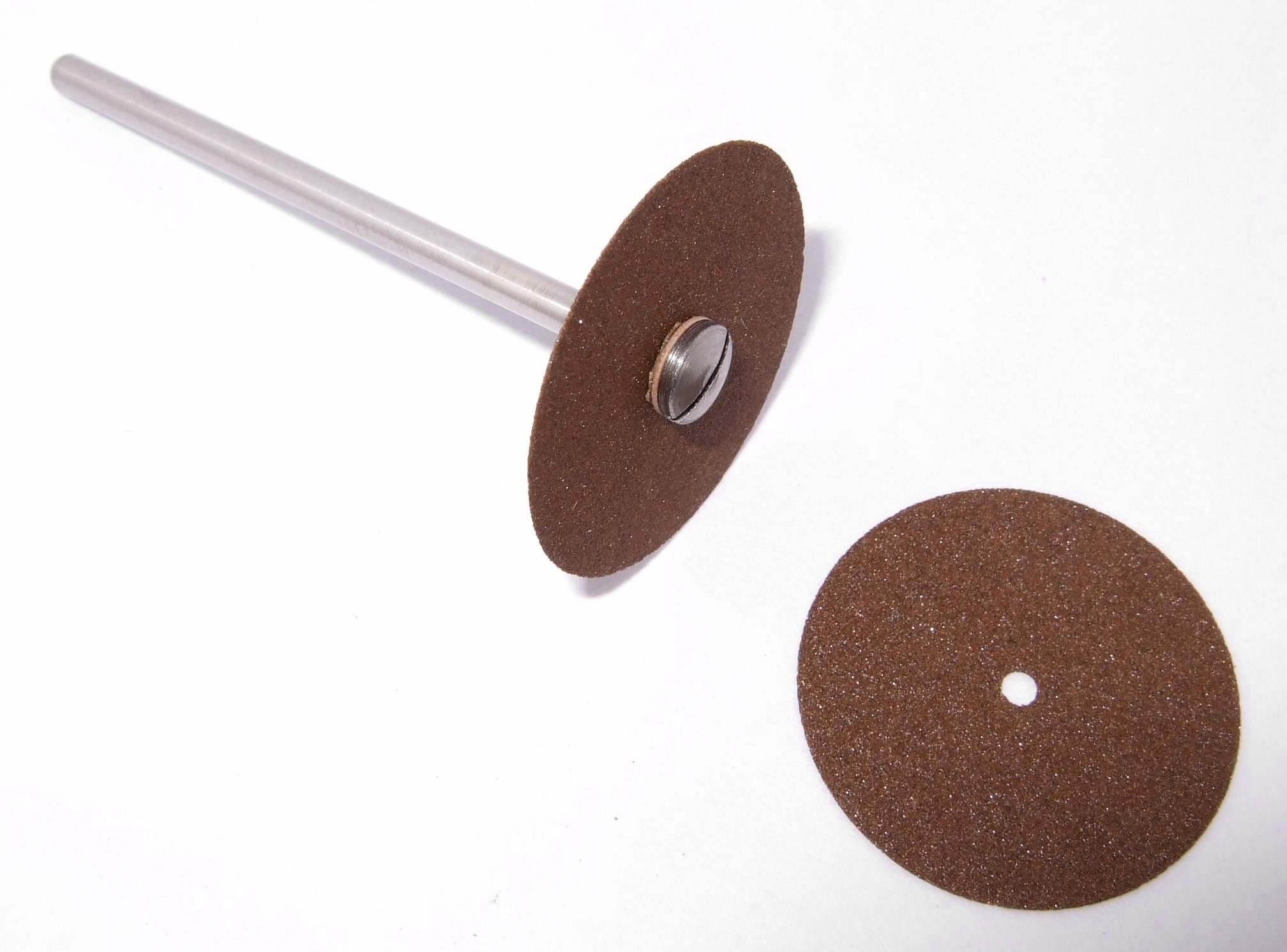
صفحات برش بسیار نازک، ساخته شده از کاربید سیلیسیم.

در هنر، به دلیل دوام و هزینه کم مواد، کاربید سیلیسیم ساینده ای محبوب برای ساخت نگین انگشتر مدرن است. در تولید، به دلیل داشتن سختی بالا از آن در فرایندهای ماشین کاری سایشی از قبیل سنگ زنی، هونینگ، برش با واترجت، و ساب پاشی استفاده می‌شود. از ذرات کاربید سیلیسیم برای ساخت سنباده کاغذی و ایجاد چسبندگی در اسکیت بردها استفاده می‌شود.
در سال ۱۹۸۲ کامپوزیتی بسیار قوی از اکسید آلومینیم و ویسکرهای کاربید سیلیسیمی ساخته شد. توسعه این کامپوزیت تولید شده در آزمایشگاه برای تبدیل به یک محصول تجاری تنها سه سال به طول انجامید. در سال ۱۹۸۵، اولین ابزارهای برشی تجاری ساخته شده از این کامپوزیت تقویت شده با ویسکر آلومینا و کاربید سیلیسیم به بازار عرضه شد.

### مواد ساختاری

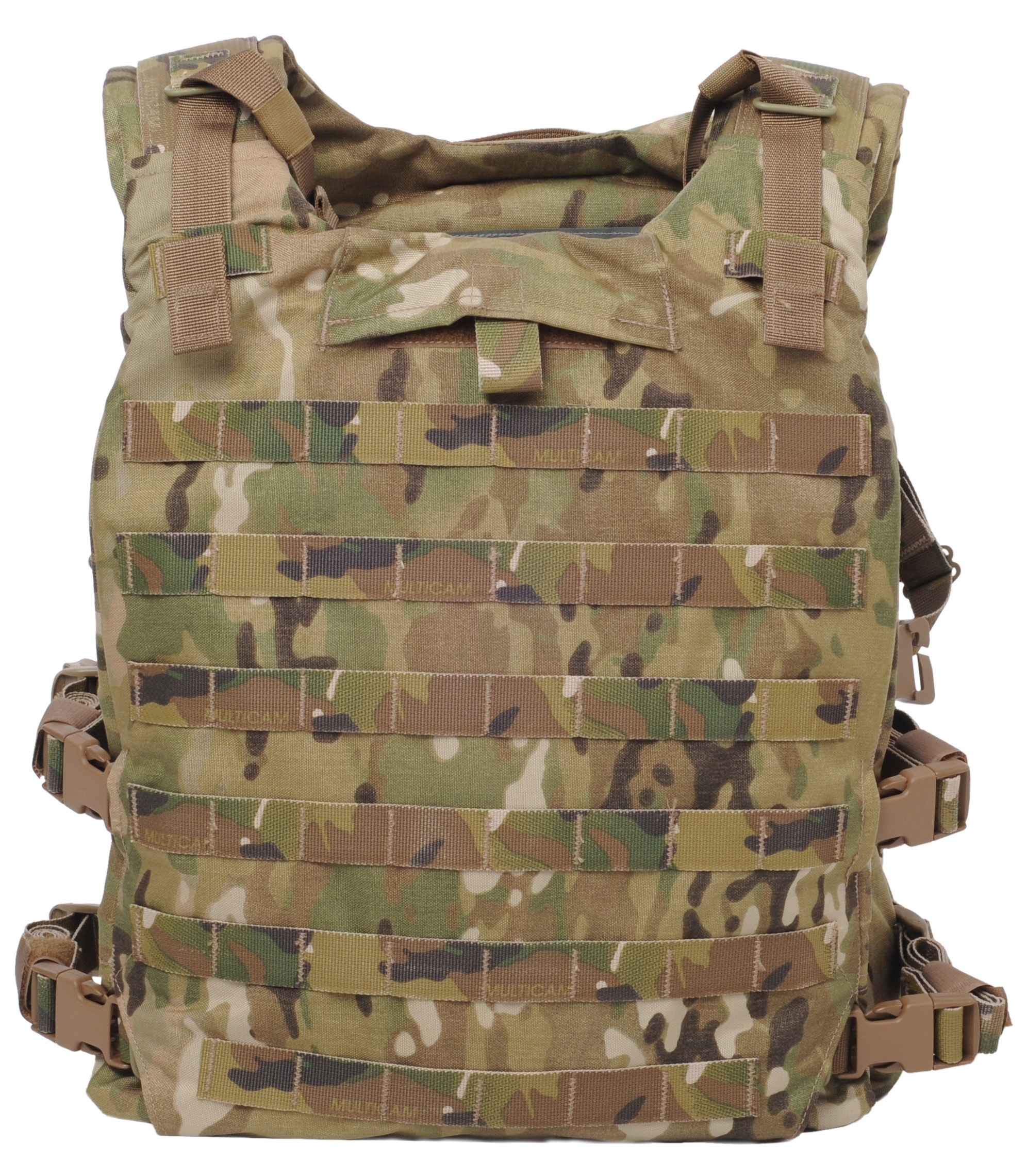
برای ساخت صفحات ضربه گیر جلیقه‌های ضدگلوله از کاربید سیلیسیم استفاده می‌شود.

در دهه ۱۹۸۰ و ۱۹۹۰، کاربید سیلیسیم در چندین پروژه تحقیقاتی برای استفاده در توربین‌های گازی حرارت-بالا در اروپا، ژاپن و ایالات متحده مورد مطالعه قرار گرفت. این قطعات برای جایگزینی پره‌های توربین ساخته شده از سوپرآلیاژ نیکل یا پره‌های نازل در نظر گرفته شده بود. با این حال، هیچ‌یک از این پروژه‌ها به دلیل مقاومت کم در برابر ضربه و شکست، به تولید منجر نشد.
مانند سایر سرامیک‌های سخت (یعنی آلومینا و کاربید بور)، از کاربید سیلیسیم در ساخت زره‌های کامپوزیتی و در صفحات سرامیکی جلیقه‌های ضد گلوله استفاده می‌شود. جلیقه‌های دراگون اکسین که توسط Pinnacle Armor ساخته می‌شدند از دیسک‌های کاربید سیلیسیمی استفاده می‌کردند. مقاومت در برابر شکستگی در زره پوش‌های SiC را می‌توان از طریق پدیده رشد ناهنجار دانه یا AGG افزایش داد. رشد دانه‌های بسیار بلند کاربید سیلیسیم مانند تقویت با ویسکر، با پل زدن ترک‌ها، از ترک خوردگی جلوگیری می‌کند. اثرات مشابه مقاوم‌سازی AGG در نیترید سیلیسیم (Si3N4) نیز گزارش شده‌است.
از کاربید سیلیسیم به عنوان ماده نگهدارنده و قفسه بندی در کوره‌های حرارت-بالا مانند کوره پخت سرامیک، ذوب شیشه یا ریخته‌گری شیشه استفاده می‌شود. قفسه‌های کوره SiC به‌طور قابل توجهی سبک‌تر و با دوام تر از قفسه‌های آلومینای سنتی هستند.
در دسامبر سال ۲۰۱۵، از تزریق نانو ذرات کاربید سیلیسیم در منیزیم مذاب به عنوان راهی برای تولید آلیاژ پلاستیک قوی و مناسب برای استفاده در هوانوردی، هوا فضا، اتومبیل و میکرو-الکترونیک استفاده شد.

### قطعات اتومبیل

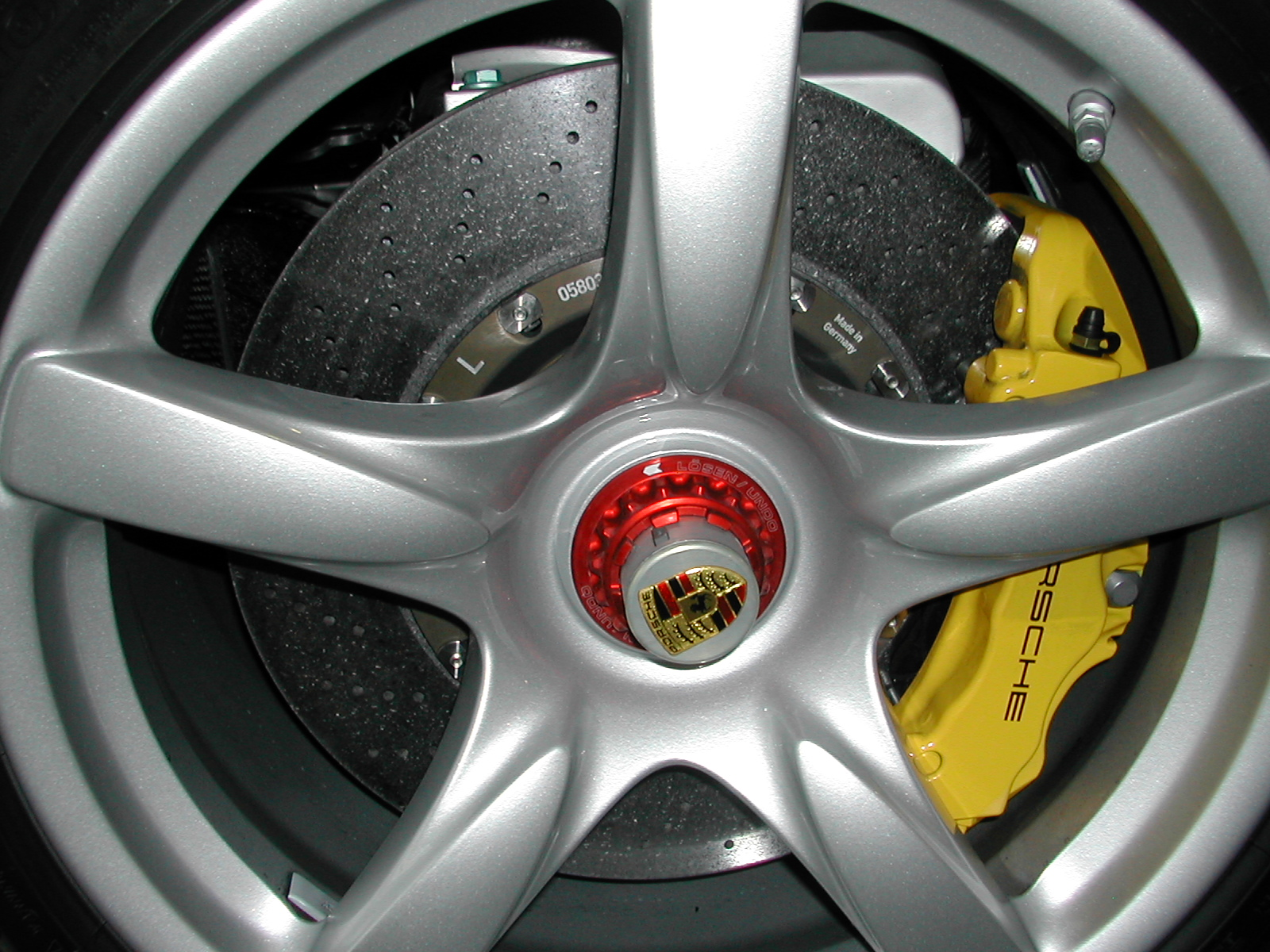
دیسک ترمز پورشه کاررا جی تی که به دلیل دوام بالا از کربن-سرامیک (کاربید سیلیسیم) ساخته شده‌است.

کامپوزیت کربن-کربن نفوذ یافته در سیلیسیم برای دیسک‌های ترمز «سرامیکی» با کارایی بالا استفاده می‌شود، زیرا آنها قادر به مقاومت در برابر درجه حرارت شدید هستند. سیلیسیم با گرافیت موجود در کامپوزیت کربن-کربن واکنش می‌دهد و تبدیل به کاربید سیلیسیم تقویت شده با فیبر کربن (C/SiC) می‌شود. این دیسک‌های ترمز در برخی از اتومبیل‌های اسپرت جاده ای، سوپراسپرت‌ها و همچنین سایر اتومبیل‌های عملکرد-بالا استفاده می‌شود، مانند پورشه کاررا جی‌تی، بوگاتی ویرون، شورلت کوروت ZR1، مک‌لارن پی۱، بنتلی، فراری، لامبورگینی و برخی از خودروهای عملکرد-بالای آئودی. از کاربید سیلیکون تف جوشی شده به صورت متخلخل برای ساخت فیلترهای ذرات دیزل نیز استفاده می‌شود. همچنین به عنوان یک افزودنی روغن برای کاهش اصطکاک ، انتشار و هارمونیک استفاده می‌شود.

### بوته‌های کارخانه ذوب
از بوته‌های کاربید سیلیسیمی برای ساخت بوته‌های مواد مذاب در کارخانه‌های ذوب بزرگ و کوچک استفاده می‌شود.

### سیستم‌های الکتریکی
اولین کاربرد الکتریکی SiC در آذرخش گیرهای سیستم‌های برقی بود. این دستگاه‌ها باید مقاومت بالایی از خود نشان دهند تا زمانی که ولتاژ روی آنها به آستانه خاصی از VT برسد که در آن مرحله مقاومت آنها باید به سطح پایین‌تری برسد و این سطح را حفظ کند تا زمانی که ولتاژ اعمال شده به زیر VT برسد.
در همان اوایل مشخص شد که SiC چنین مقاومت وابسته به ولتاژی دارد و به همین دلیل ستون‌های پر شده از ساچمه‌های SiC بین خطوط برق فشار قوی و زمین متصل شدند. هنگامی که ضربه یک صاعقه ولتاژ خط را به اندازه کافی بالا ببرد، ستون SiC رسانا شده، و اجازه می‌دهد جریان صاعقه به جای عبور از خط برق، بی خطر به زمین عبور کند. بعدها ثابت شد که ستون‌های SiC در ولتاژهای عادی خط نیز تا حد بسیاری رسانا هستند و به همین دلیل باید به صورت سری و با یک اسپارک گپ نصب شوند. زمانی که صاعقه ولتاژ را به حد کافی بالا ببرد، این اسپارک گپ یونیزه شده و رسانا می‌شود، و به همین دلیل به صورت کارآمدی ستون SiC را بین خط انتقال و زمین متصل می‌کند. اسپارک گپ‌های مورد استفاده در دستگاه‌های صاعقه گیر قابل اعتماد نیستند، چرا که یا در صورت نیاز نمی‌توانند قوس بزنند یا پس از آن قطع نمی‌شوند. حالت دوم به دلیل خرابی مواد یا آلودگی با گرد و غبار یا نمک است. استفاده از ستون‌های SiC در اصل برای از بین بردن نیاز به اسپارک گپ‌ها در صاعقه گیرها بود. از برقگیرهای SiC دارای گپ برای محافظت در برابر صاعقه استفاده می‌شد و توسط GE و Westinghouse به فروش می‌رسید. امروزه به‌طور گسترده‌ای به جای صاعقه گیرهای SiC گپ دار از وریستورهای بدون-گپ با ستون‌هایی از ساچمه‌های اکسید روی استفاده می‌شود.

### المان‌های سیستم‌های الکترونیکی
کاربید سیلیسیم اولین ماده نیمه هادی مهم تجاری بود. در سال ۱۹۰۶ دیود ردیاب "carborundum" (کاربید سیلیسیم مصنوعی) رادیو کریستالی توسط هنری هریسون چیس دانوودی ثبت اختراع شد. این دیود خیلی زود در گیرنده‌های کشتی‌ها کاربرد پیدا کرد.

#### تجهیزات الکترونیکی برق
سیلیکون کاربید یک‌نیمه هادی در تحقیقات و تولید انبوه اولیه است، و برای ساخت دستگاه‌های سریع و دما-بالا یا ولتاژ بالا بسیار مناسب است. اولین دستگاه‌های موجود دیودهای شاتکی و به دنبال آن JFETها و MOSFETها برای سوئیچینگ با قدرت بالا بودند. امروزه ترانزیستورهای پیوندی دوقطبی و تریستورها نیز از آن ساخته شده‌اند.

### ال ای دی‌ها

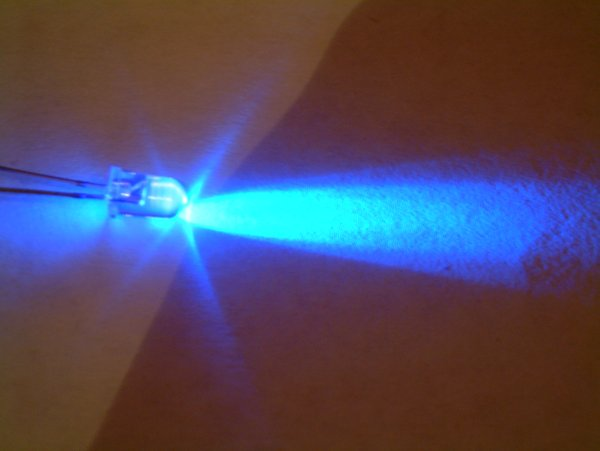
ال ای دی فرابنفش

پدیده الکترولومینسانس در سال ۱۹۰۷ با استفاده از سیلیکون کاربید کشف شد و اولین LED‌های تجاری بر اساس SiC ساخته شدند. LEDهای زرد ساخته شده از 3C-SiC در دهه ۱۹۷۰ در اتحاد جماهیر شوروی ساخته می‌شدندو در دهه 1980 LEDهای آبی (6H-SiC) در سراسر جهان تولید می‌شدند.
با ظهور نیترید گالیم، تولید ال ای دی از SiC خیلی زود متوقف شد، چرا که این ماده ۱۰ تا ۱۰۰ برابر نور بیشتری تولید می‌کرد. این تفاوت در کارایی به دلیل باندگپ غیرمستقیم SiC است، در حالی که نیترید گالیم دارای یک باندگپ مستقیم است که انتشار نور را ترجیح می‌دهد. با این حال، SiC هنوز یکی از اجزای مهم LED است - SiC یک بستر محبوب برای رشد دستگاه‌های GaN است، و همچنین به عنوان یک پخش کننده گرما در LEDهای قدرت-بالا عمل می‌کند.

### نجوم
ضریب انبساط حرارتی کم، سختی بالا، صلبیت و رسانایی حرارتی خوب، استفاده از کاربید سیلیسیم را به عنوان ماده ای مطلوب برای ساخت آینه‌های تلسکوپ‌های نجومی تبدیل کرده‌است. فناوری رشد (انباشت بخار شیمیایی) برای تولید دیسک‌های کاربید سیلیسیمی پلی کریستالی تا قطر ۳٫۵ متر (۱۱ فوت) افزایش یافته‌است و در حال حاضر چندین تلسکوپ مانند تلسکوپ فضایی هرشل به اپتیک ساخته شده از SiC مجهز شده‌اند.

### پیرومتری رشته نازک (گرماسنجی)

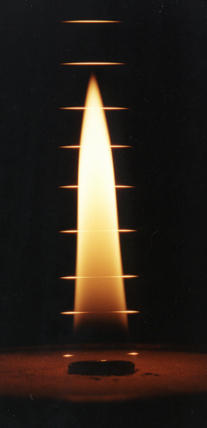
پایرومتری (گرماسنجی) با رشته‌های ساخته شده از کاربید سیلیسیم.

از الیاف کاربید سیلیسیم برای اندازه‌گیری دمای گاز در یک تکنیک نوری به نام پیرومتری رشته نازک استفاده می‌شود. این کار شامل قرار دادن یک رشته نازک در یک جریان گاز گرم است. انتشار تشعشعی از رشته می‌تواند با دمای رشته ارتباط داشته باشد. رشته‌های الیاف SiC قطری در حدود ۱۵ میکرومتر دارند، یعنی تقریباً یک پنجم موی انسان. از آنجا که الیاف بسیار نازک هستند، آشفتگی شعله حداقل است و دمای آنها بسیار نزدیک به دمای گاز محلی است. با این روش دماهایی در محدوده ۸۰۰ تا ۲۵۰۰ کلوین را می‌توان اندازه گرفت.

### المنت‌های گرمایشی
امروزه از المنت‌های کاربید سیلیسیمی در ذوب شیشه و فلزات غیر آهنی، عملیات حرارتی فلزات، تولید شیشه شناور، تولید قطعات سرامیکی و الکترونیکی، جرقه زن پیلوت‌های بخاری‌های گازی و غیره استفاده می‌شود.

### روکش دهی و ذرات سوخت هسته ای
کاربید سیلیسیم ماده مهمی در ذرات سوخت با پوشش TRISO است، نوعی از سوخت هسته ای که در راکتورهای خنک‌کننده گازی با درجه حرارت بسیار بالا مانند راکتور بستر گلوله ای موجود است. لایه ای از کاربید سیلیسیم به ذرات سوخت پوشش داده شده پشتیبانی ساختاری می‌دهد و مانع اصلی انتشار محصولات شکافت است.

### جواهرآلات
کاربید سیلیسیم گاهی به عنوان گوهر در جواهرآلات استفاده می‌شود و به آن «مویسانیت مصنوعی» یا به‌طور خلاصه «مویسانیت» می‌گویند. مویسانیت از چند جنبه مهم شبیه به الماس است: شفاف و سخت است (در مقیاس موس ۹–۹٫۵، در مقایسه با الماس که ۱۰ است)، با ضریب شکست بین ۲٫۶۵ و ۲٫۶۹ (در مقایسه ضریب شکست الماس ۲٫۴۲ است). مویسانیت تا حدی سخت‌تر از زیرکونیا مکعبی معمولی است. برخلاف الماس، مویسانیت می‌تواند به شدت دوشکستی شود. به همین دلیل، جواهرات مویسانیت در محور نوری کریستال برش داده می‌شوند تا اثرات دوشکستی به حداقل برسد. مویسانیت نسبت به الماس سبک‌تر (چگالی ۳٫۲۱ گرم بر سانتیمتر مکعب در برابر ۳٫۵۳ گرم بر سانتیمتر مکعب) و بسیار مقاوم تر به گرما است. این عوامل منجر شده مویسانیت سنگی بسیار درخشنده تر، با وجوه تیز تر و انعطاف پذیرتر باشد.

### تولید فولاد

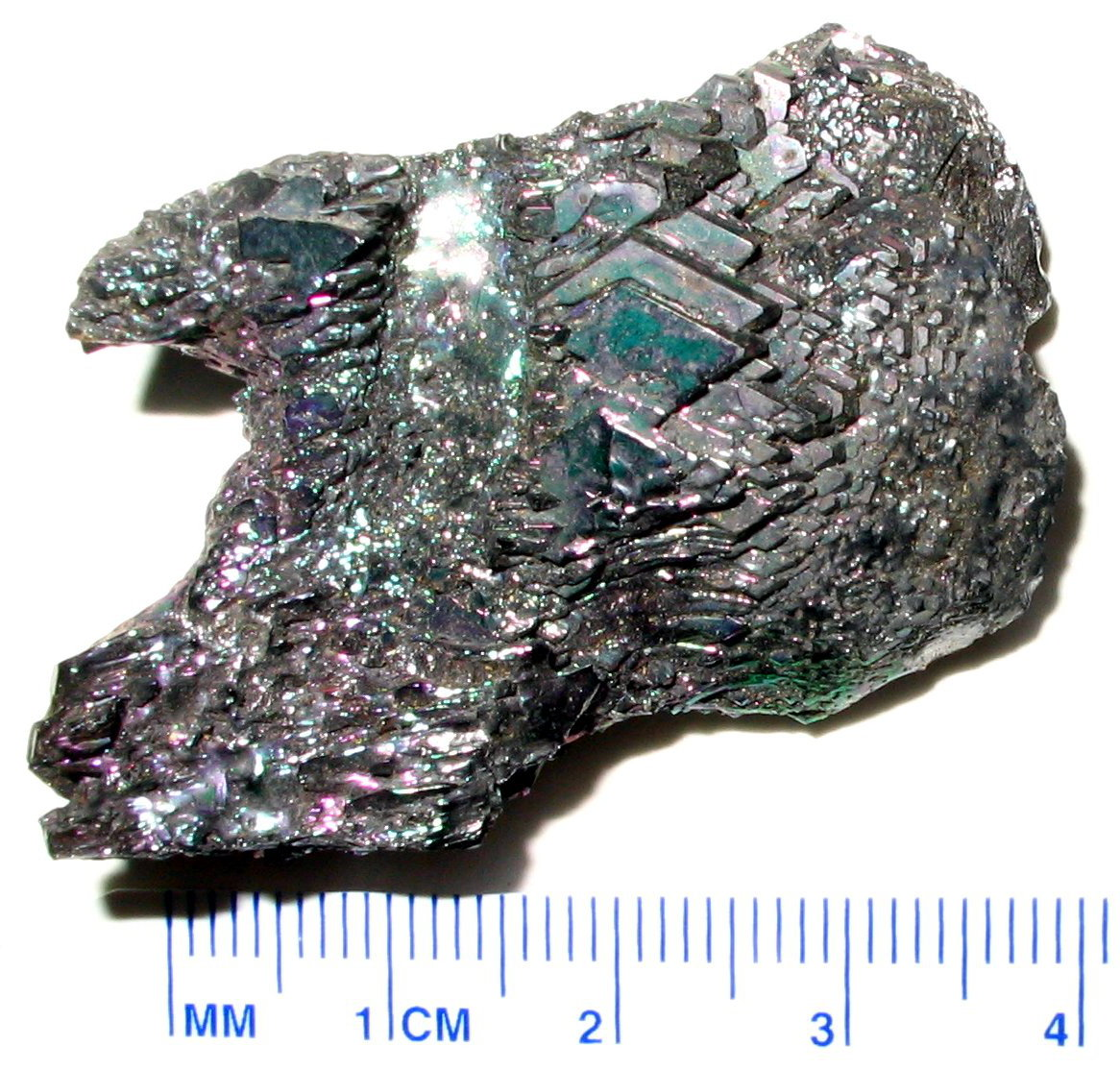
تکه ای کاربید سیلیسیم که در تولید فولاد استفاده می‌شود.

سیلیسیم کاربید حل شده در کوره اکسیژن قلیایی در تولید فولاد، به عنوان سوخت عمل می‌کند. انرژی اضافی آزاد شده باعث می‌شود که کوره با همان بار فلز داغ، آهن قراضه بیشتری را ذوب کند. همچنین می‌تواند دمای تخلیه فولاد را افزایش دهد یا مقدار سیلیسیم و کربن را تنظیم کند. کاربید سیلیسیم ارزان‌تر از ترکیبی از فروسیلیسیم و کربن است، و به دلیل کم بودن عناصر کم‌مقدار (ناخالصی) آن، فولاد تمیزتری تولید می‌کند و میزان انتشار آلاینده‌های آن کمتر است، محتوای گاز کمی دارد و درجه حرارت فولاد را پایین نمی‌آورد.

### پایه کاتالیست
مقاومت طبیعی کاربید سیلیسیم در برابر اکسیداسیون، و همچنین کشف روش‌های جدید سنتز فرم مکعب β-SiC، که دارای سطح بزرگتری است، علاقه قابل توجهی در استفاده از آن به عنوان یک پایه کاتالیست ناهمگن ایجاد کرده‌است. در حال حاضر این فرم به عنوان یک پایه کاتالیست برای اکسیداسیون هیدروکربن‌هایی مانند n-بوتان به مالئیک انهیدرید استفاده شده‌است.

### چاپ کاربوراندوم
از کاربید سیلیسیم در چاپ کاربوراندوم استفاده می‌شود، که یک روش چاپ کلاگراف است. پودر کاربوراندوم به صورت خمیر به سطح صفحه آلومینیومی اعمال می‌شود. زمانی که خمیر خشک شد، جوهر اعمال شده و این جوهر در سطوح دانه‌دانه آن گرفتار می‌شود و از قسمت‌های لخت صفحه پاک می‌گردد. صفحه جوهر سپس بر روی کاغذ در یک پرس تخت نورد چاپ شده برای چاپ intaglio چاپ می‌شود. نتیجه پرینتی از نقوش برجسته بر روی کاغذ است.

### تولید گرافین
از کاربید سیلیکون به دلیل خواص شیمیایی آن می‌توان در تولید گرافین استفاده کرد. این خواص تولید اپیتکسیال گرافین را روی سطحی از نانوساختار کاربید سیلیسیم تسهیل می‌کند.
وقتی نوبت به تولید می‌رسد، از سیلیسیم عمدتاً به عنوان بستری برای رشد گرافین استفاده می‌شود. اما در واقع روش‌های مختلفی وجود دارد که می‌توان برای رشد گرافین روی کاربید سیلیسیم استفاده کرد. روش رشد تصعید کنترل شده در سلول (CCS) شامل یک تراشه SiC است که به همراه گرافیت در خلا گرم می‌شود. خلاء خیلی به تدریج از بین برده می‌شود تا رشد گرافین کنترل شود. این روش لایه‌های گرافین را با بالاترین کیفیت تولید می‌کند. اما گزارش‌های منتشر شده‌است که روش‌های دیگر نیز می‌توانند همین محصول را ارائه دهند. روش دیگر رشد گرافین تجزیه حرارتی SiC در دمای بالا و در خلأ است. اما این روش منجر به تولید لایه‌های گرافینی می‌شود که حاوی دانه‌های کوچکتری درون لایه‌ها هستند. بنابراین تلاش‌هایی برای بهبود کیفیت و عملکرد گرافین انجام شده‌است.
وقتی نوبت به درک چگونگی یا زمان استفاده از این روش‌های تولید گرافین می‌رسد، بیشتر آنها به‌طور عمده این گرافین را در SiC در یک محیط مناسبِ رشد، تولید می‌کنند. به دلیل ویژگی‌های حرارتی SiC اغلب در دمای نسبتاً بالات (مانند ۱۳۰۰ درجه سلسیوس) مورد استفاده قرار می‌گیرد.

### فیزیک کوانتوم
کاربید سیلیسیم می‌تواند میزبان نقایص نقطه ای در شبکه بلوری باشد که به عنوان مراکز رنگی شناخته می‌شوند. این نقایص می‌توانند در صورت تقاضا یک فوتون تولید کنند و بنابراین به عنوان بستری برای منبع تک فوتونی عمل می‌کنند. چنین دستگاهی منبع اساسی بسیاری از کاربردهای نوظهور علم اطلاعات کوانتومی است. اگر کسی از طریق یک منبع نوری خارجی یا جریان الکتریکی یک مرکز رنگی را پمپاژ کند، مرکز رنگی به حالت برانگیخته درمی آید و سپس با ساطع کردن یک فوتون دوباره به حالت طبیعی خود بازمی‌گردد.
یک نقص کاملاً شناخته شده در کاربید سیلیسیم، تقسیم است که دارای ساختار الکترونیکی مشابه مرکز نبود نیتروژن در الماس است.

### گایدهای قلاب ماهیگیری
از کاربید سیلیسیم به دلیل دوام و مقاومت در برابر سایش آن در ساخت گاید قلاب ماهیگیری استفاده می‌شود.